# Cyphomyia pilosissima
Cyphomyia pilosissima är en tvåvingeart som beskrevs av Gerstaecker 1857. Cyphomyia pilosissima ingår i släktet Cyphomyia och familjen vapenflugor. Inga underarter finns listade i Catalogue of Life.